# Isaac van Hoornbeek
Isaäc van Hoornbeek (ur. 9 grudnia 1655, zm. 17 czerwca 1727) – polityk holenderski, wielki pensjonariusz Holandii od 12 września 1720 roku do 17 czerwca 1727 roku. Przed rokiem 1720 był pensjonariuszem Rotterdamu.

## Życiorys
Jego ojciec Johan był duchownym kalwińskim (predikant) i profesorem teologii na uniwersytecie w Lejdzie. Matka pochodziła z Rotterdamu, a sam Isaäc van Hoornbeek został w 1692 roku pensjonariuszem Rotterdamu, nie miał więc za sobą typowej drogi holenderskiego patrycjusza. 
Ocena Isaaca van Hoornbeeka jako wielkiego pensjonariusza Holandii i Zachodniej Fryzji nie może wypaść zbyt pozytywnie. Można mu zarzucić niezdecydowanie i nadmierne poleganie na opinii innych, lecz to mogło wynikać z niezbyt solidnej bazy wpływów jaką posiadał Hoornbeck. Jego rodzina nie posiadała zbyt potężnej pozycji. Jego pozycja w kraju była głównie pochodną wsparcia, jakiego udzielali mu jego przyjaciele: Willem Buys (z patrycjatu Amsterdamu) i Bruno van der Dussen (patrycjat Goudy). Buysa do swoich politycznych przyjaciół zaliczał w swoim czasie także Simon van Slingelandt. Po 1720 roku jego siła polityczna brała się też stąd, że Slingelandta uważano za stadhoudergezind – dążącego do restauracji stadhouderatu (stąd po jego śmierci oranżyści chętnie uważali go za jednego ze swoich), czego szczególnie obawiali się regenci Amsterdamu. 
Hoornbeckowi nie udało się polepszyć stanu finansów Republiki, ani zreformować systemu podatkowego, co zamierzał uczynić. Uwikłał się również w spór dotyczący spraw kościelnych, związane z posądzanymi o jansenizm biskupami Utrechtu. W 1723 roku kapituła w Utrechcie wybrała na wikariusza niejakiego Cornelisa Steenhovena, a po jego rychłej śmierci w 1725 roku, Johana Barchmana Wuytiersa. Papież Benedykt XIII usiłował zablokować nominację. Niepokorni wobec Rzymu pro-jansenistycznu katolicy niderlandzcy odwołali się wówczas do Stanów generalnych i wielkiego pensjonariusza, których uważali za swoich obrońców. Władze Republiki zastosowały wówczas represje wobec jezuitów stojących murem za zdaniem papieża. Była to też holenderska odpowiedź na prześladowania kalwinów w Palatynacie przez katolików. Nie umiał van Hoornbeck ochronić statków holenderskich żeglujących po Morzu Śródziemnym przed atakami afrykańskich piratów. Umowa z Marokiem z 1712 roku, która gwarantowała spokojną żeglugę, została wypowiedziana przez sułtana Mulaja Ismaila w roku 1715 i nie zrobiono wiele by zawrzeć ponowną. Udało się natomiast doprowadzić do podobnej umowy z Algierem w 1726 roku, lecz jej efekt okazał się krótkotrwały.
Udało się natomiast Hoornbeckowi, jako głowie partii anty-orańskiej, zwalczać wpływy rodu namiestników, oraz nie dopuścić do rozprzestrzenia się zarazy jaka wybuchła w Marsylii w 1720 roku, i wkrótce opanowała południowe wybrzeże Francji, z którym Republika handlowała. Ustawiano specjalne tablice informujące o zakazie władz Republiki dotyczącego handlu z Południową Francją. 
17 czerwca 1727 roku van Hoornbeek zmarł (chorował już od pół roku a ciężko chory był od maja). Aż do wyboru następnego wielkiego pensjonariusza obowiązki sprawował Jacob Godefroy, baron van den Boetzelaar (1680-1736), od 1714 roku członek szlachty (ridderschap) Holandii, a potem jej przywódca. Van den Boetzelaar wydatnie pomagał Hoornbeckowi również podczas jego półrocznej choroby. Isaac van Hoornbeek miał opinię polityka ostrożnego i rozważnego, ale niezbyt pewnego siebie.
Jego młodszy brat Hendrik Aemilus van Hoornbeck (zm. 1741) był urzędnikiem fiskalnym i poborcą podatku dochodowego prowincji Holandii, a potem pensjonariuszem Delftu.